# Frauen und Toreros
Frauen und Toreros ist ein US-amerikanisches Filmdrama aus dem Jahr 1951 von Robert Rossen mit Mel Ferrer, Miroslava und Anthony Quinn in den Hauptrollen. Der Film basiert auf dem 1949 veröffentlichten Roman The Brave Bulls von Tom Lea.

## Handlung
In der mexikanischen Kleinstadt Cuenca steht Eladio Gomez, Besitzer einer Stierkampfarena, vor dem Ruin. In seiner Verzweiflung setzt er das Gerücht in die Welt, er habe den bekannten Torero Luis Bello unter Vertrag genommen. Nun muss Eladio eine Idee haben, wie er das Geld zusammenbekommt, um Luis nach Cuenca holen zu können.
Luis bekommt indessen Selbstzweifel, als er in der Arena von einem Stier auf die Hörner genommen wird. Er wird zwar nur leicht verletzt, dennoch soll sein Freund und Manager Raul Fuentes den Rest seiner Tournee absagen, damit er sich zu Hause erholen kann. Seine Verletzung heilt schnell, doch Luis wird von Sorgen und Albträumen geplagt, da er der einzige Geldverdiener der Familie ist. Sein junger Bruder Pepe ist ein Nachwuchs-Torero und bittet ihn, bei Raul um einen Vertrag nachzufragen.
Die selbstauferlegte Pause macht Luis unruhig. Er beschließt, seine Tournee in Mexiko-Stadt wieder aufzunehmen. Als Luis mit Raul ins Auto steigt und losfährt, macht sich Pepe mit ein paar Freunden auf, Mexiko-Stadt zu Fuß zu erreichen, um Luis zuzuschauen. In der Hauptstadt bemerkt Raul, dass Luis nervös ist. Als ein anderer Torero bei einem Kampf zu Tode kommt, steigert sich Luis Unruhe. Abends kommt es zu einem Streit zwischen ihm und Raul. Luis will wissen, wohin genau die Einnahmen gehen, da Raul ständig in Kontakt mit wohlhabenden Geschäftsleuten steht. Luis zieht sich in eine Bar zurück und beginnt zu trinken. Zu seiner Überraschung erscheint Raul in Begleitung einiger wohlhabender Personen der Gesellschaft, unter ihnen die attraktive Linda de Calderon.
Am nächsten Tag sucht Eladio Raul auf und bittet ihn, Luis nach Cuenca zu holen. Raul willigt ein, wenn auch Pepe einen Kampf bekommt. Raul lässt später eine Bemerkung über Cuenca fallen, doch Luis beklagt sich über die schlechten Stiere in den Kleinstadtarenen. Als Eladio hinzukommt, fordert Luis, dass die besten Stiere zum Einsatz kommen und auch Pepe als Torero eingesetzt wird. Trotz der enormen Kosten sagt Eladio zu. Luis lädt Linda ein, den Kampf in Cuenca zu verfolgen. Eladio reist nach Santin, wo es die besten Kampfstiere gibt. Er kann nur drei Tiere erwerben. Der Züchter bietet ihm dafür den riesigen Brujo an, den er nicht verkaufen kann, weil er Schnurrhaare aber dafür keinen Schwanz hat.
Am folgenden Tag wird im Radio über Luis Rückkehr in die Arena berichtet. Das Stadion in Cuenca ist bis auf den letzten Platz gefüllt. Das Publikum registriert mit Erstaunen, dass Luis zurückhaltend und fast schon ängstlich agiert. Die Zuschauer buhen ihn aus, während die Picadores den Stier für den Todesstoß ermüden, den Luis jedoch verpfuscht. Der nächste Torero wird von dem Stier aufgespießt und getötet. Als der entsetzte Luis beim Verlassen der Arena verspottet wird, geht er auf einige Zuschauer los, bis Raul ihn zurückzieht. Bei einem Treffen mit Reportern versucht Raul das Geschehen herunterzuspielen, während Luis sich über die Hartherzigkeit des Publikums beklagt. Er verbringt den Abend mit Linda, der er von seinem Werdegang erzählt. Als Raul Linda am nächsten Morgen in Luis Hotel vorfindet, verlangt er, dass sie den Torero alleine lassen soll. Linda nennt Raul einen Manipulator.
Einige Tage später in Guadalajara erfährt Luis von Pepe, dass Raul und Linda bei einem Autounfall ums Leben gekommen sind. Luis verlässt die Truppe und betrinkt sich in einer kleinen Bar. Pepe muss sich den Fragen der Reporter stellen, warum Luis den Kampf in Guadalajara ausfallen ließ. Per Telefon verspricht er Eladio, dass Luis am folgenden Wochenende in Cuenca antreten wird. Nach einiger Zeit finden Pepe und seine Helfer Luis und versuchen, den volltrunkenen Torero auf den Kampf in Cuenca vorzubereiten.
In Cuenca tritt Luis als Erster an. Wieder zeigt er sich ängstlich und muss sich hinter die Holzbarriere flüchten. Trotz der Buhrufe des Publikums kann er seinen Stier letztendlich töten. Pepes Auftritt hingegen begeistert die Zuschauer. Er wird jedoch von dem Stier zu Fall gebracht und am Oberschenkel verletzt. Luis kehrt in die Arena zurück und tötet Pepes Stier, was die Zuschauer zu weiteren Buhrufen provoziert. Pepes Verletzung ist zu seiner Erleichterung nicht schwerwiegend. Er wendet sich dem letzten Stier, Brujo, zu. Ihm wird schlagartig klar, dass er sein Leben riskiert, wenn er sich von seinen Ängsten leiten lässt. Luis begrüßt respektvoll Brujo und zieht die Zuschauer während des Kampfes mit seiner früheren Eleganz und Tapferkeit, durch die er berühmt wurde, auf seine Seite. Auch er wird von Brujo verletzt, kann aber den Stier mit einem sauber ausgeführten Todesstoß besiegen. Unter dem Jubel der Zuschauer humpeln Luis und Pepe aus der Arena.

## Hintergrund
Gedreht wurde der Film ab Anfang Mai 1950 in den Columbia-Studios in Hollywood und den Churubuscu-Studios in Mexiko-Stadt. Außenaufnahmen entstanden in Mexiko, u. a. in San Miguel de Allende und in der Plaza México, der größten Stierkampfarena der Welt.
Für den Film, der von Columbia Pictures vertrieben wurde, wurde Mel Ferrer von RKO Pictures ausgeliehen.
Cary Odell oblag die künstlerische Leitung. Frank A. Tuttle war für das Szenenbild zuständig, Jean Louis für die Kostüme.

## Veröffentlichung
Die Premiere des Films fand am 13. April 1951 in El Paso statt. In der Bundesrepublik Deutschland kam er am 5. September 1952 in die Kinos, in Österreich bereits im Juni 1952.

## Kritiken
Der Filmkritiken-Aggregator Rotten Tomatoes hat in einer Auswertung ein Publikumsergebnis von 40 Prozent positiver Bewertungen ermittelt.
Das Lexikon des internationalen Films schrieb: „Ein packendes Stierkämpferdrama mit authentischer Atmosphäre und fähigen Darstellern.“
Bosley Crowther von der The New York Times befand, Regisseur Rossens brillante Umsetzung erzähle die fesselnde Geschichte mit der gleichen Würze und Schärfe, wie Tom Leas Buch. Es sei ein Film, der mit rauer und wilder Kraft die volle Faszination und die Abscheu für den Stierkampf einfange, wobei die Einschränkungen des Production Codes, also das Töten der Tiere nicht zu zeigen, mit offensichtlichem Anstand respektiert werden.
Die Variety lobte das Werk als ausgeprägt unkonventionell. Die Art, in der der Film gemacht wurde, sei nicht alltäglich. Regisseur Rossen bevorzugte es, einige kommerzielle Werte zu Gunsten der reifen Behandlung des Themas zu opfern.
Bob Thomas schrieb im Santa Cruz Sentinel, auf der Habenseite verfüge der Film über die mexikanische Location, spannende Stierkämpfe und ein feinfühliges Porträt des aufgewühlten Toreros. Das Leitmotiv gerate aber zu oft aus der Spur, man wisse nie, wo es hinführe.
Der Kritiker des TV Guide sah einen exzellenten Film, der die schwierigen Themen männlicher Stolz, Angst, Eifersucht und Tod intelligent und menschlich behandele.